# كم التوصيل
كم التوصيل، التي يُشار إليها بالرمز G0، هي الوحدة الكمية للتوصيل الكهربائي. يتم تعريفه بواسطة الشحنة الأولية e وثابت بلانك h على النحو التالي:
{\displaystyle G_{0}={\frac {2e^{2}}{h}}} = 7.748091729...×10−5 S.
يظهر عند قياس توصيل نقطة اتصال كمومية، وبشكل أعم، هو مكون رئيسي في صيغة لانداور، التي تربط التوصيل الكهربائي للموصل الكمي بخصائصه الكمومية. إنه ضعف مقلوب ثابت فون كليتزينغ (2/RK).
يلاحظ أن كمية التوصيل لا تعني أن توصيل أي نظام يجب أن يكون عددًا صحيحًا مضاعفًا لـG0. بدلاً من ذلك، فهو يصف توصيل قناتين كميتين (قناة واحدة للدوران لأعلى وقناة واحدة للدوران لأسفل) إذا كان احتمال إرسال إلكترون يدخل القناة هو الوحدة، أي إذا كان النقل عبر القناة باليستي. إذا كان احتمال الإرسال أقل من الوحدة، فإن توصيل القناة يكون أقل من G0. يساوي التوصيل الكلي لنظام ما مجموع موصلية جميع القنوات الكمية المتوازية التي يتألف منها النظام.